# Chordodes formosanus
Espèce
Chordodes formosanus est une espèce de nématomorphes dont la mante religieuse est l'hôte définitif. Les nématomorphes sont des parasites obligatoires (ou holoparasites) qui changent d'hôte à chaque stade de développement. Ces vers peuvent atteindre 90 cm de long et peuvent être extrêmement dangereux pour leur hôte, en particulier pour la mante religieuse,.

## Systématique
L'espèce Chordodes formosanus a été décrite en 2011 par Ming-Chung Chiu (d) dans une publication coécrite avec trois autres entomologistes taïwanais. 

## Morphologie
Chordodes formosanus est morphologiquement similaire à Chordodes japonensis. Les deux espèces ont les mêmes six structures cuticulaires d'aréoles à leur surface, les filaments étant nettement plus longs sur les aréoles couronnées des femelles. L'extrémité postérieure du corps de la femelle est rond et légèrement enflé, tandis que les mâles ont une extrémité plus rétrécie.

## Cycle de la vie
1. Chordates formosanus débute sa vie en tant que larve dans l'intestin des petits insectes dont la mante se nourrit ;
2. une fois que la mante ingère l'insecte infecté, Chordates formosanus commence à se développer ;
3. arrivé à l'âge adulte, le ver sécrète des protéines qui prennent le contrôle du système nerveux de l'hôte, dirigeant la mante vers un plan d'eau et la faisant sauter dans l'eau pour que le ver puisse être excrété. À ce stade, il s'extirpe du corps de la mante pour se reproduire en laissant derrière lui une enveloppe à moitié vide.

## Spécificité de l'hôte
Le choix d'hôtes des parasites est limité à une ou quelques espèces. Parce que les nématomorphes sont parfois trouvés lorsqu'ils sont déjà sortis de leur hôte, les informations définitives sur ces derniers sont inconnues chez certaines espèces.

## Répartition géographique
Ce parasite est répandu au Japon et à Taïwan.
Du point de vue de la reproduction, ils sont dioïques, avec une fécondation interne des œufs qui sont ensuite pondus en ficelles gélatineuses. Les adultes ont des gonades cylindriques s'ouvrant dans le cloaque . Les larves ont des anneaux de crochets cuticulaires et des stylets terminaux qui sont censés être utilisés pour pénétrer dans les hôtes. Une fois à l'intérieur de l'hôte, les larves vivent à l'intérieur de l' hémocèle et absorbent les nutriments directement à travers leur peau. Le développement vers la forme adulte prend des semaines ou des mois, et la larve mue plusieurs fois à mesure qu'elle grandit. 

## Publication originale
- (en) Ming-Chung Chiu, Chin-Gi Huang, Wen-Jer Wu et Shiuh-Feng Shiao, « A new horsehair worm, Chordodes formosanus sp. n. (Nematomorpha, Gordiida) from Hierodula mantids of Taiwan and Japan with redescription of a closely related species, Chordodes japonensis », ZooKeys, Sofia, Pensoft Publishers (d), vol. 160, no 160,‎ 29 décembre 2011, p. 1-22 (ISSN 1313-2989 et 1313-2970, OCLC 248547717, PMID 22303117, PMCID 3253628, DOI 10.3897/ZOOKEYS.160.2290, lire en ligne).